# Jeufosse
Jeufosse korábbi község (település) Franciaországban, Yvelines megyében. 2019. január 1-jén Port-Villez községgel egyesült és Notre-Dame-de-la-Mer új község része lett.
Lakosainak száma 408 fő (2018. január 1.). Jeufosse Bennecourt, Blaru, Bonnières-sur-Seine, Port-Villez és La Villeneuve-en-Chevrie községekkel határos.

## Népesség
A település népességének változása:
| Lakosok száma | 424  | 415  | 406  | 408  |
|               | 2013 | 2015 | 2017 | 2018 |